# Валијер (река)
Валијер (фр. Vallière) је река у Француској. Дуга је 51 km. Улива се у Солнан. 